# Miofibroblasto

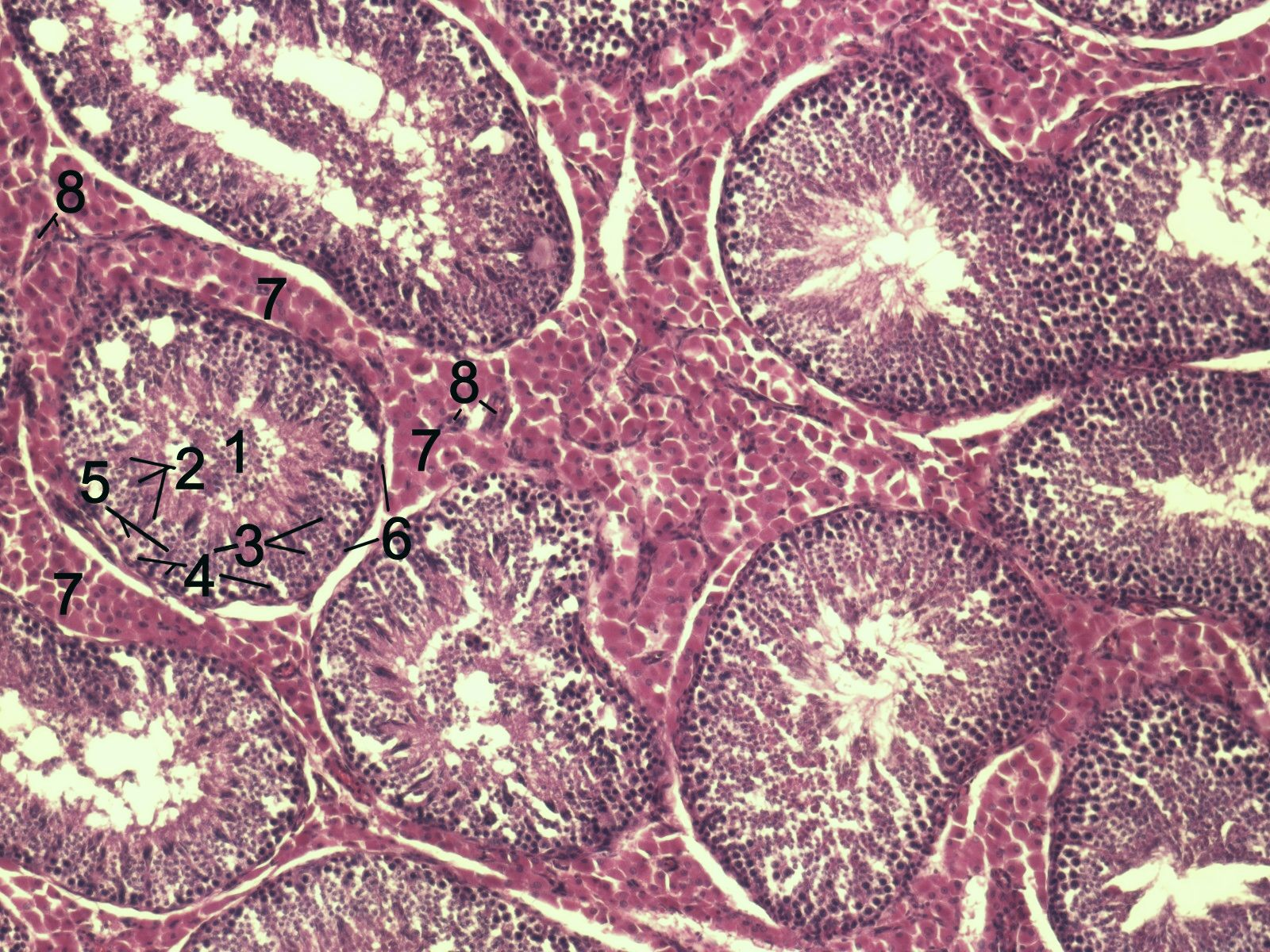
Sezione istologica di parenchima testicolare di cinghiale, il nº 6 indica il miofibroblasto

Il miofibroblasto è un tipo cellulare del tessuto connettivo intermedio tra fibroblasto e fibra muscolare liscia; produce sostanza fondamentale, collagene, fibre elastiche e fibronectina. Contiene fibrille di actina e di miosina. Questo tipo cellulare è stato scoperto nel 1970.
Ha capacità contrattili come la muscolatura liscia, anche se alcune volte svolge più funzioni secretorie che contrattili e svolge un ruolo importante nella guarigione delle ferite, nella fibrosi dei tessuti e nelle contratture patologiche. Infatti in eventi infiammatori i miofibroblasti si contraggono spesso.
Durante un processo infiammatorio a carico del Fegato, anche le Cellule stellate epatiche si trasformano in veri e propri miofibroblasti e iniziano a depositare fibre collagene.